# Паломонте
Паломонте (итал. Palomonte) је насеље у Италији у округу Салерно, региону Кампанија.
Према процени из 2011. у насељу је живело 230 становника. Насеље се налази на надморској висини од 538 м.

## Географија
| Клима (Паломонте)        | Клима (Паломонте) | Клима (Паломонте) | Клима (Паломонте) | Клима (Паломонте) | Клима (Паломонте) | Клима (Паломонте) | Клима (Паломонте) | Клима (Паломонте) | Клима (Паломонте) | Клима (Паломонте) | Клима (Паломонте) | Клима (Паломонте) | Клима (Паломонте) |
| Показатељ \ Месец        | .Јан.             | .Феб.             | .Мар.             | .Апр.             | .Мај.             | .Јун.             | .Јул.             | .Авг.             | .Сеп.             | .Окт.             | .Нов.             | .Дец.             | .Год.             |
| ------------------------ | ----------------- | ----------------- | ----------------- | ----------------- | ----------------- | ----------------- | ----------------- | ----------------- | ----------------- | ----------------- | ----------------- | ----------------- | ----------------- |
| Средњи максимум, °C (°F) | 9,9 (49,8)        | 10,6 (51,1)       | 13,9 (57)         | 17,6 (63,7)       | 22,0 (71,6)       | 26,4 (79,5)       | 29,8 (85,6)       | 30,0 (86)         | 26,1 (79)         | 20,8 (69,4)       | 14,2 (57,6)       | 13,2 (55,8)       | 30 (86)           |
| Средњи минимум, °C (°F)  | 3,9 (39)          | 4,4 (39,9)        | 6,2 (43,2)        | 9,1 (48,4)        | 12,5 (54,5)       | 16,6 (61,9)       | 19,2 (66,6)       | 18,9 (66)         | 16,1 (61)         | 12,3 (54,1)       | 7,8 (46)          | 6,1 (43)          | 3,9 (39)          |
| [ тражи се извор ]       |                   |                   |                   |                   |                   |                   |                   |                   |                   |                   |                   |                   |                   |

## Становништво
| 1931. | 1936. | 1951. | 1961. | 1971. | 1981. | 1991. | 2001. | 2011. |
| ----- | ----- | ----- | ----- | ----- | ----- | ----- | ----- | ----- |
| 2.927 | 3.240 | 3.648 | 3.689 | 3.660 | 3.870 | 4.204 | 4.115 | 4.049 |